# Rajd Safari 1983
Rajd Safari (31. Marlboro Safari Rally) – 31 Rajd Safari rozgrywany w Kenii w dniach 30 marca-4 kwietnia. Była to czwarta runda Rajdowych mistrzostw świata w roku 1983. Rajd został rozegrany na nawierzchni szutrowej. Bazą rajdu było miasto Nairobi. 

## Wyniki końcowe rajdu[1]
| Msc. | Kierowca            | Pilot           | Samochód               | Czas     | Strata    | Grupa | Punkty |
| ---- | ------------------- | --------------- | ---------------------- | -------- | --------- | ----- | ------ |
| 1    | Ari Vatanen         | Terry Harryman  | Opel Ascona 400        | 396      | 0.0       | B10   | 20     |
| 2.   | Hannu Mikkola       | Arne Hertz      | Audi Quattro A1        | 402      | +6        | B10   | 15     |
| 3.   | Michèle Mouton      | Fabrizia Pons   | Audi Quattro A1        | 455      | +59       | B10   | 12     |
| 4.   | Jayant Shah         | Aslam Khan      | Nissan 240RS           | 478      | +82       | B10   | 10     |
| 5.   | Yoshio Takaoka      | Shigeo Sunahara | Subaru Leone 1800      | 831      | +435      | 2/12  |        |
| 6.   | Yasuhiro Iwase      | Sudhir Vinayak  | Nissan 160J            | 843      | +447      | 2/12  |        |
| 7.   | Yoshinobu Takahashi | Peter Pringle   | Subaru Leone 1800      | 882      | +486      | 2/12  |        |
| 8.   | Johnny Hellier      | John Hope       | Peugeot 504 V6 Pick-up | 907      | +511      | B9    | 8      |
| 9.   | Ian Duncan          | Gavin Bennett   | Nissan 1200 Pick-Up    | 913      | +517      | S17   |        |
| 10.  | Azar Anwar          | Tim Davis       | Nissan 160J            | 959      | +563      | 2/12  |        |
|      |                     |                 |                        |          |           |       |        |
| 12.  | Wolfgang Stiller    | Hans Schüller   | Nissan Bluebird Turbo  | 18:36:00 | +12:00:00 | A8    | 6      |
| 19.  | Manoj Shah          | Andy Nagi       | Nissan 240 RS          | 23:44:00 | +17:08:00 | B10   | 4      |
| 21.  | Paul de Voest       | Keith Morris    | Toyota Corolla         | 24:50:00 | +18:14:00 | A6    | 3      |

## Klasyfikacja po 4 rundach
Tabele przedstawiają tylko pięć pierwszych miejsc.

### Kierowcy
| Lp. | Kierowca       | Pkt |
| --- | -------------- | --- |
| 1   | Hannu Mikkola  | 65  |
| 2   | Michèle Mouton | 37  |
| 3   | Ari Vatanen    | 34  |
| 4   | Walter Röhrl   | 32  |
| 5   | Stig Blomqvist | 27  |

### Producenci
| Lp. | Producent | Pkt |
| --- | --------- | --- |
| 1   | Audi      | 48  |
| 2   | Lancia    | 32  |
| 3   | Opel      | 28  |
| 4   | Nissan    | 16  |
| 5   | Peugeot   | 10  |